# 迪布羅瓦 (皮德海齊市鎮)
50°48′43″N 25°29′35″E / 50.81194°N 25.49306°E
迪布羅瓦（烏克蘭語：Діброва），是烏克蘭的村落，位於該國西部沃倫州，由盧茨克區皮德海齊市鎮負責管轄，始建於1887年，面積0.53平方公里，海拔高度202米，2001年人口230，人口密度每平方公里433.15人。